# Chemiewerk Pawlohrad
Das Chemiewerk Pawlohrad  (ukrainisch Павлоградський хімічний завод Pawlohradskyj chimitschnyj sawod) ist ein staatliches Unternehmen der chemischen Industrie in der ukrainischen Stadt Pawlohrad, das Sprengstoffe, sowie Industrie- und Haushaltsprodukte für zivilen Gebrauch produziert. Es wurde 1929 als Unternehmen für die Herstellung von explosiven Materialien und Ausrüstung von Munition für verschiedene Zwecke (Artillerie, Luftfahrt, Marine, Ingenieurwesen etc.) gegründet. Es ist in der Liste der Unternehmen von strategischer Bedeutung für die Wirtschaft und Sicherheit der Ukraine enthalten.

## Geschichte
Es wurde 1929 als Unternehmen für die Herstellung von explosiven Materialien und Ausrüstung von Munition für verschiedene Zwecke (Artillerie, Luftfahrt, Marine, Engineering etc.) gegründet.
Im Rahmen des deutschen Iwan-Programmes wurde die Fabrik ab 1942 zur Sprengstoffherstellung verwendet.
Seit den 1960er Jahren produziert das Unternehmen Mischungen aus festen Raketentreibstoffen und stellt Ausrüstungen von Rümpfen und Raketentriebwerken mit einem Gewicht von 1 kg bis 50.000 kg her.
Am 3. März 1995 wurde das Werk in die Liste der Unternehmen und Organisationen der Ukraine aufgenommen, die aufgrund ihrer nationalen Bedeutung nicht privatisiert werden, und im August 1997 wurde das Werk in die Liste der Unternehmen von strategischer Bedeutung für die Wirtschaft und Sicherheit der Ukraine aufgenommen.
Im April 1998 wurde die Anlage gemäß Beschluss des Ministerkabinetts der Ukraine dem Ministerium für Industriepolitik der Ukraine untergeordnet.
Im Dezember 2006 schloss das Werk die Vorbereitungen für den Einsatz von unbrauchbarer Munition mit erschöpfter Haltbarkeit und festem Raketentreibstoff ab.
In den Jahren 2010–2011 wurde die Anlage modernisiert und am 19. März 2013 mit der Zerstörung von Anti-Infanterie-Minen PFM-1 begonnen.
Am 12. November 2014 wurde die Anlage in die Liste der staatseigenen Objekte aufgenommen, deren Schutz von der Nationalgarde der Ukraine bereitgestellt wird.
Seit 2016 ist das Unternehmen an der Herstellung von Treibstoff für Raketen des Wilcha-Mehrfachraketenwerfers beteiligt.
Ab 2020 beherrschte das chemische Werk Pawlohrad die Produktion von 122-mm-Raketengranaten Typ 9M221F „Typhoon-1“.

## Produkte
- Sprengstoffe, Mischungen fester Raketenbrennstoffe und Produkte mit ihnen Bohr- und Bohrarbeiten
- Teilproduktion von Jet-Projektilen
- Recycling verschiedene Arten von Munition ungeeignet für die Lagerung und Verwendung fester Raketentreibstoff
- Wissenschaftliche Forschung auf dem Gebiet der Entwicklung von hochenergetischen Materialien und Produkten
- Entwicklung von Technologien zur Herstellung und Entsorgung explosiver Materialien und Produkte sowie Design  von Verfahren und Anlagen zur Herstellung und Entsorgung von explosionsgefährdeten Stoffen und Produkten
- Verfahren und Nicht-Standard-Ausrüstungen für die Herstellung von Polymer- und Verbundwerkstoffen